# Helia celita
Helia celita là một loài bướm đêm trong họ Erebidae.